# Vitráž

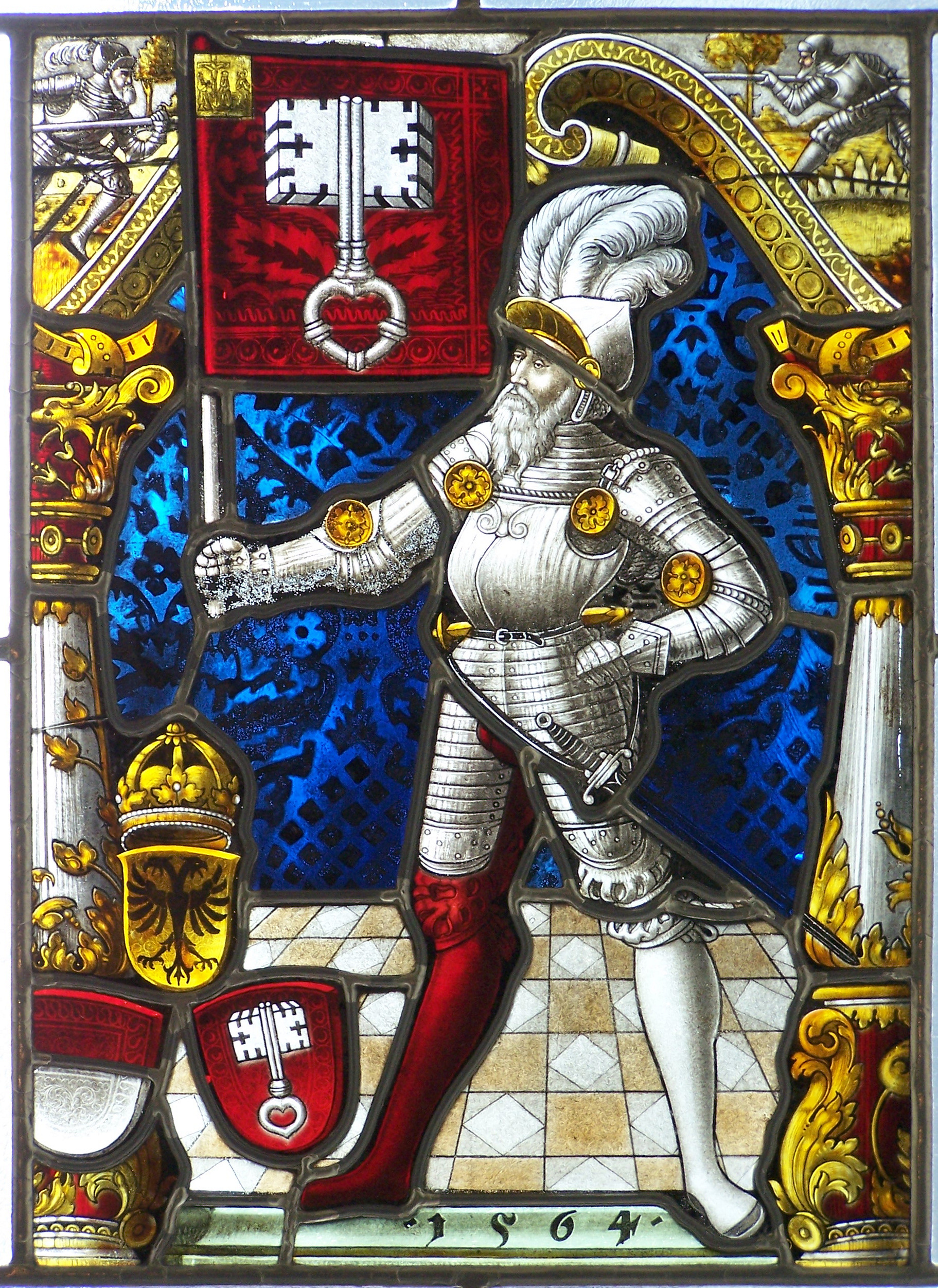
Rytíř s erbem ze zámku Sułkowských, Bielsko-Biała

Vitráž nebo odborněji vitraj (z franc. vitrail [vitraj] stejného významu; francouzské psané vitrage [vitráž] znamená zasklení, prosklená plocha) je výtvarně pojednaná skleněná výplň okna nebo předmětu. Výplň okna bývá skládaná jako mozaika z čirých či častěji různobarevných, často i malovaných malých skel v olověných páskách a v olověném obvodovém rámu. Používala se od nejstarších dob jako dekorativní výplň oken významných staveb, v nové době je alternativou skleněných tabulí, např. v kostelních oknech. V přeneseném slova smyslu jde také o název techniky, která se používá k jejich zhotovení.

## Historie

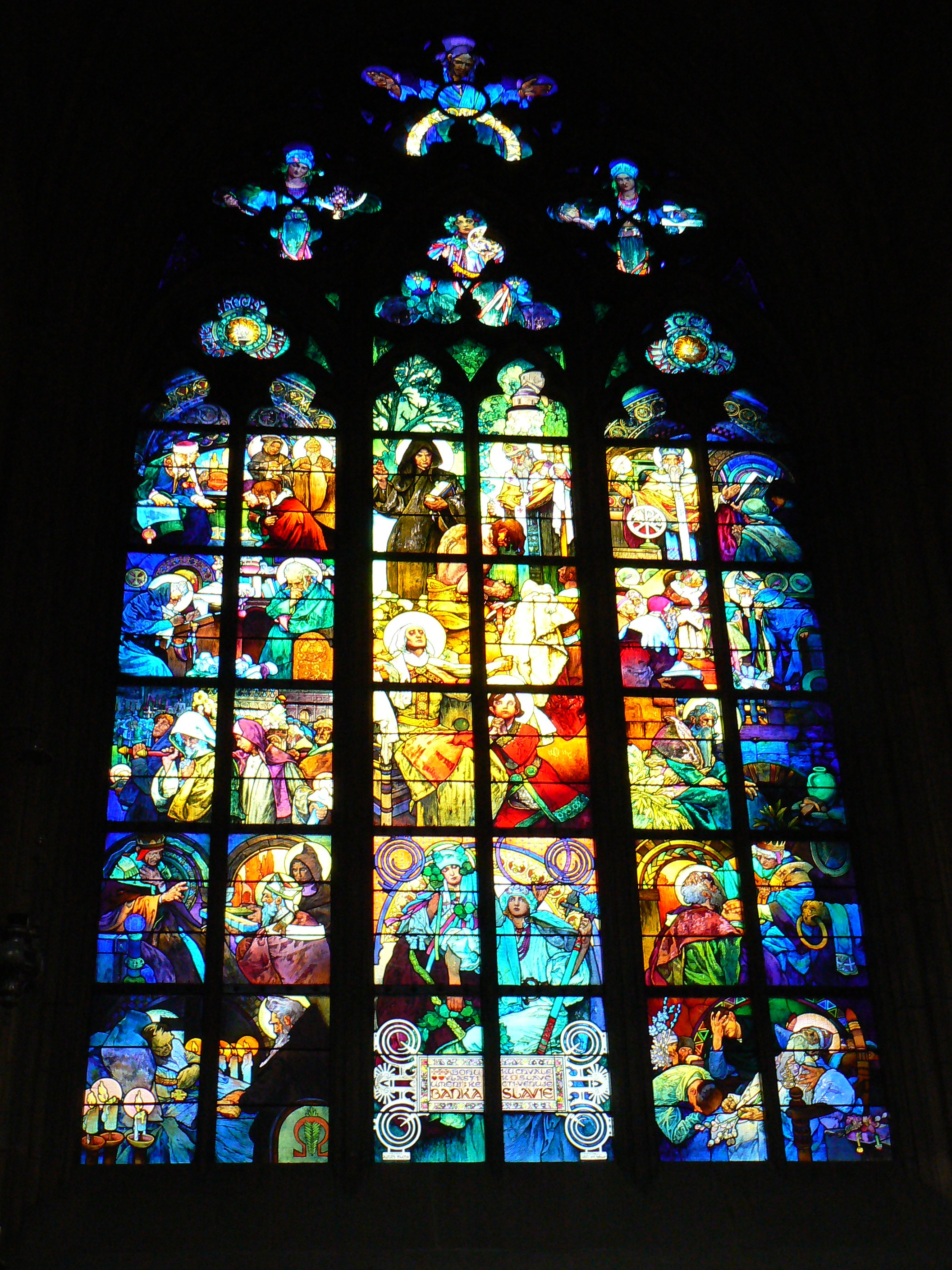
Muchova vitráž v katedrále sv. Víta v Praze

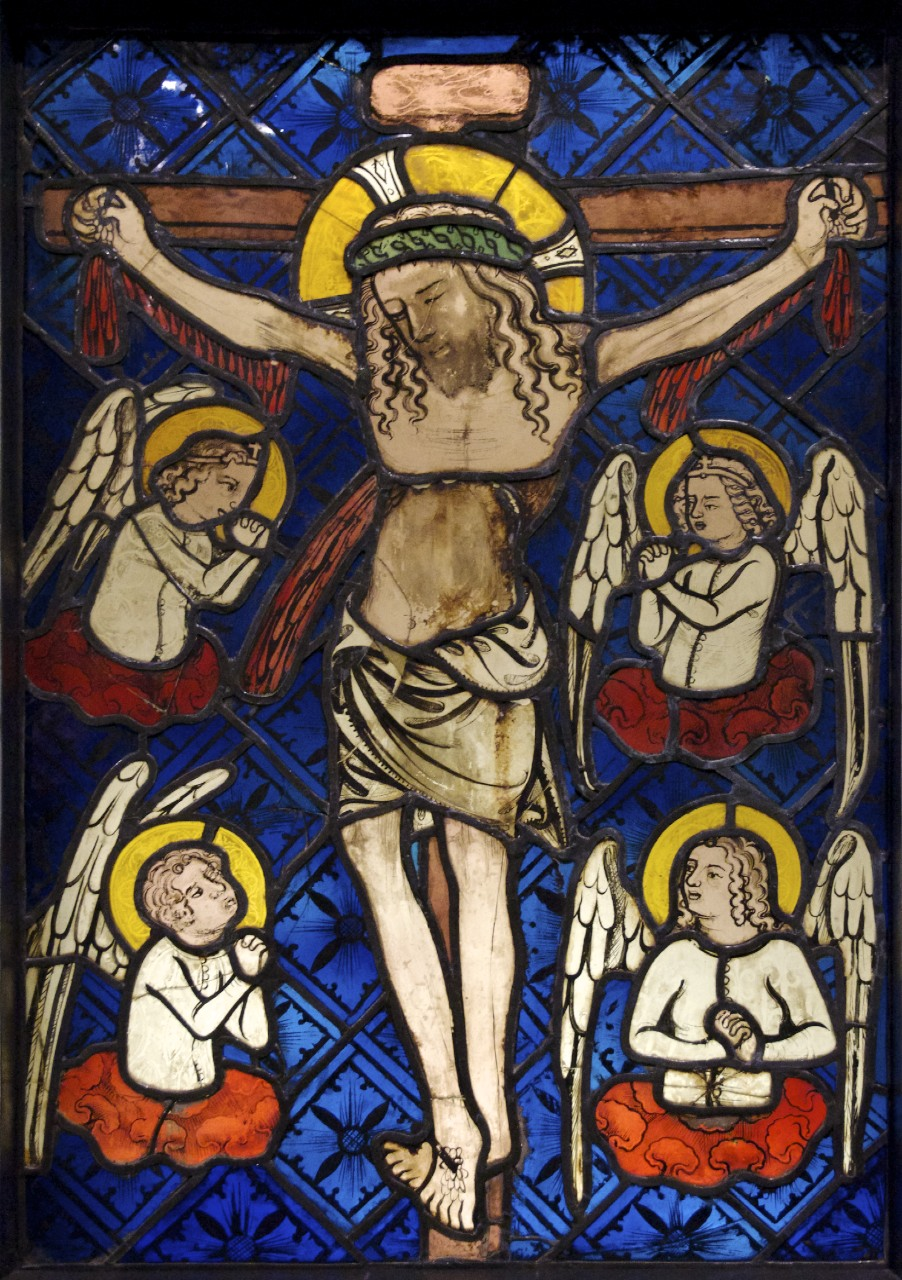
Vitráž z kostela sv. Bartoloměje v Kolíně, z doby Karla IV.; v Národní galerii

Barevné mozaikové výplně oken se objevují již v době římské antiky, kdy se užívaly k osvětlení v budovách lázní. Technologie vitráže se dále rozvíjela spolu se skleněnou mozaikou v nástupnických zemích Římské říše v Evropě i v Byzantské říši. Ze 6. století je doložena v byzantském chrámu Hagia Sofia v Konstantinopoli, z 10. století pochází nejstarší středoevropský příklad sklomalby technikou švarclotu ze Štrasburku. Největší rozvoj vitráže od konce 12. století a zejména ve 13. století souvisí se stavbou středověkých katedrál, jejichž okna byla považována za zdroj vyzařování nebeské krásy na zemi. Tehdejší technologie neumožňovala výrobu velkých skleněných tabulí, skleněné tabulky nutno spojovat olověnými příčkami a rámečky. Rozvoj vitráží byl vysvětlen francouzským ideologem katedrální architektury, opatem Sugerem ze St. Denis u Paříže. Přikládal světlu a barvám zářícím z velkých chrámových oken mimořádný význam teologický a liturgický. Výroba barevných skel byla podmíněna zdokonalením techniky barvení (převažovaly barvy modrá, červená a žlutá) a spojování skel, vyprofilovalo se jako samostatné umělecké řemeslo, označované za sklenářství, sklenáři se latinsky nazývali vitreatores. U figurálních výjevů z jednobarevných skel byla důležitá malba jejich tváří a stínování oděvů, které se provádělo technikou švarclotu. Byla to černá barva smaltu z oxidů kovů, skleněného prášku a pojiva, vypalovala se na skle při teplotě 600 °C.

### Gotická vitráž

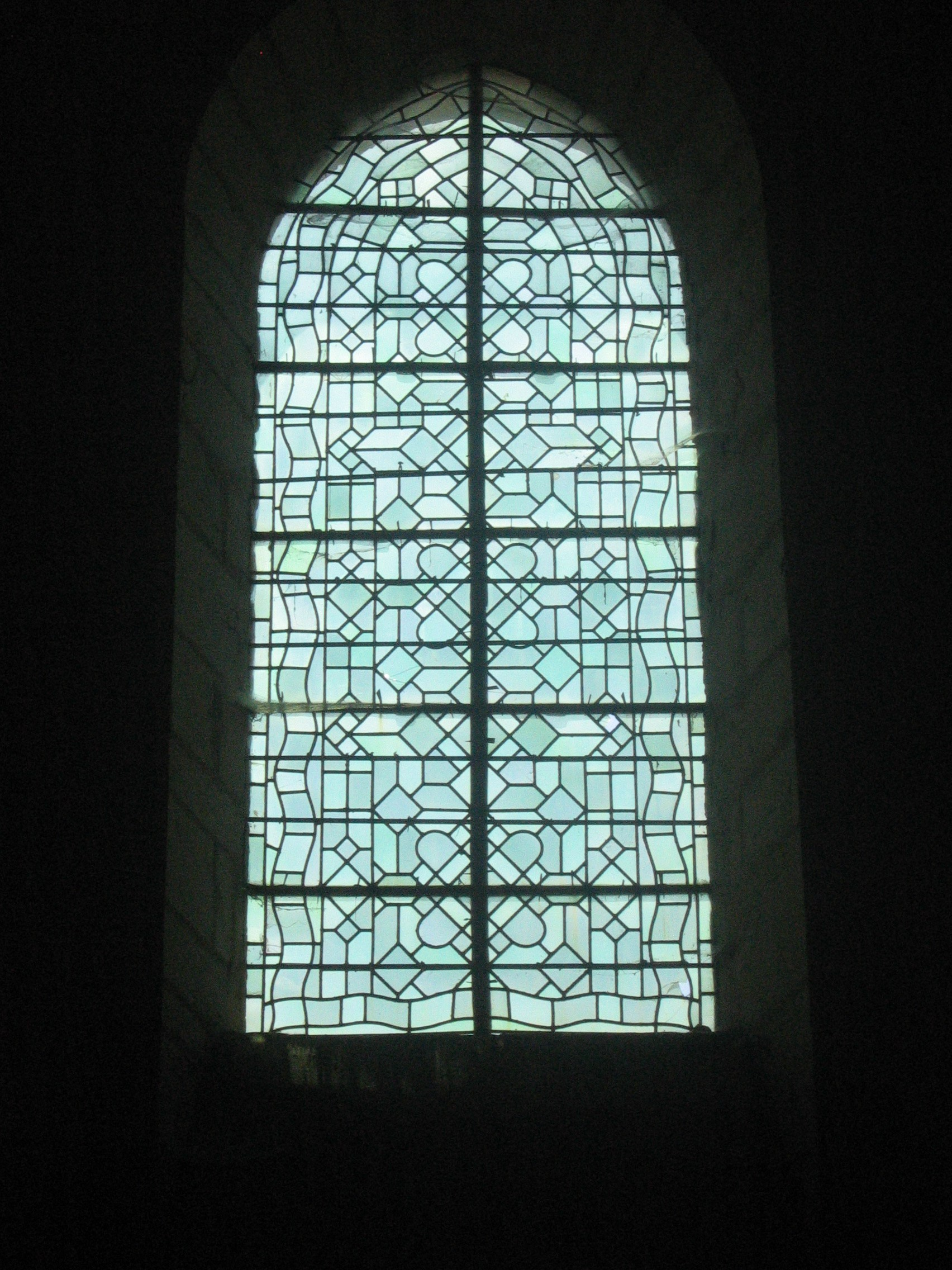
Bílá vitráž v opatství Pontigny

Sklo gotických vitráží působí dojmem jako by se proměnilo v drahokam, který sám září. Propouští rozptýlený jas a září stejně v pravé poledne za plného slunečního světla jako i za soumraku. Tajemství gotických vitráží žádnou chemickou analýzou odhaleno nebylo. Pravá vitráž je dílem alchymie – přišla s gotikou na začátku 12. století a v polovině 13. století s gotikou zmizela. Barvy vitráží – zelená, modrá, černá, běloba, purpurová a zlatá mají být těmi, které se manifestují při elaboraci kamene mudrců. Pravé sklo do vitráží pocházelo z alchymistických dílen Persie a v nezbarvené formě se bílé vitráže nacházejí v cisterciáckých klášterech Pontigny a Obazine ve Francii. V souvislosti s výstavbou katedrály v Chartres se středisko výroby vitráží přesunulo ze St.Denis do Chartres.
Jestliže se dříve technika vitráže používala převážně pro chrámy, kláštery a kostely, v pozdější době pronikla i do světských prostor a domácností – zdobí se jí okna a dveře nebo jejich části. Práce s menšími díly a rozvoj jemnějších, přesnějších technik vedlo mj. k výrobě různých dekorativních předmětů a šperků.

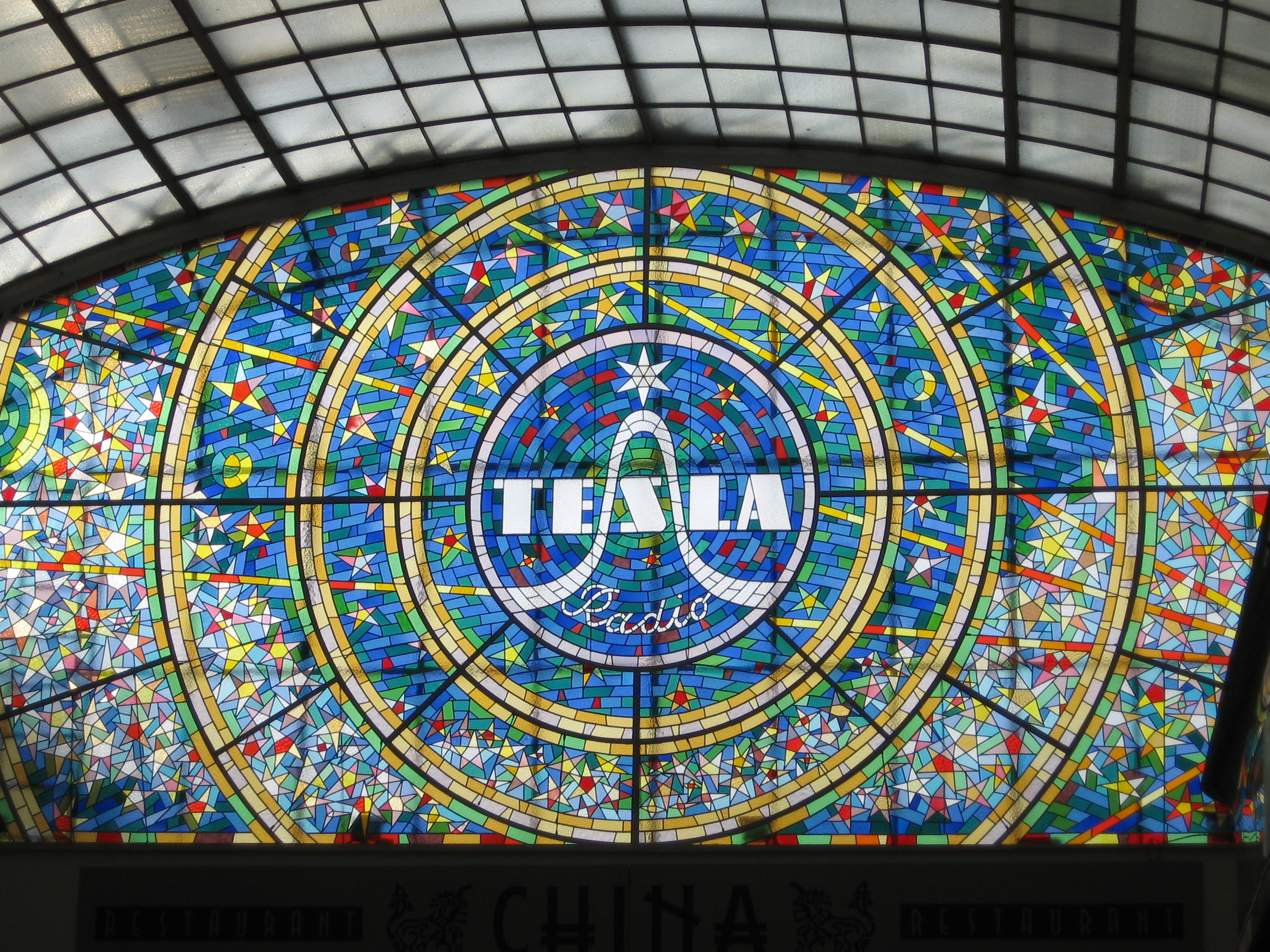
Moderní vitráž s logem firmy Tesla v pasáži Světozor v Praze

## Tradiční technologie

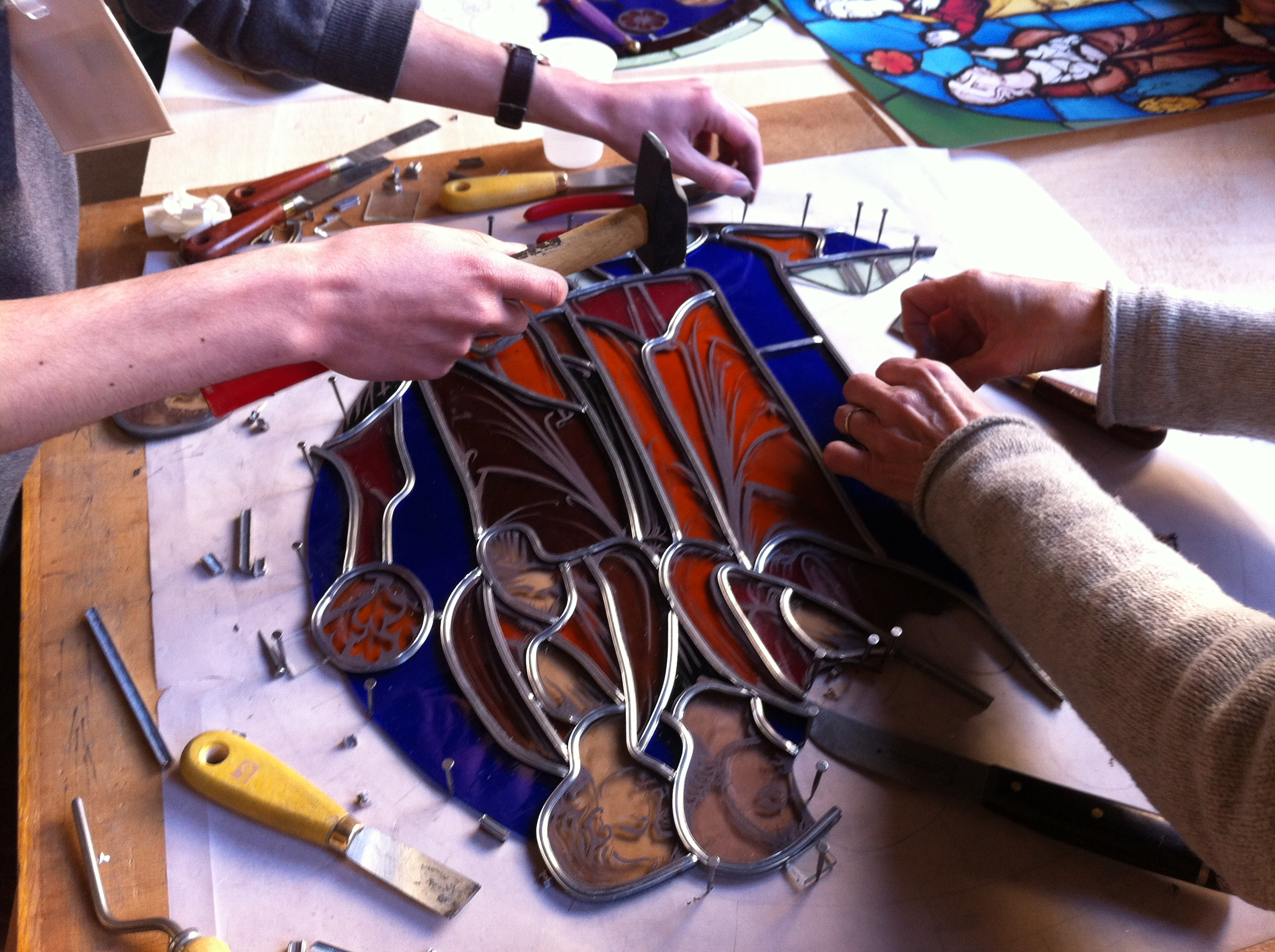
Sestavování vitráže

U klasické vitráže se jednotlivé díly řežou z různobarevných plochých skel podle výtvarného návrhu (kartónu) a sesazují do olověných pásků s průřezem ve tvaru písmene H, které se ve spojích pájí cínem. U novějších vitráží se kvůli trvanlivosti povrch olověných pásků cínuje, případně se používá profilů z mědi, mosazi nebo zinku. Osazované otvory musí být přizpůsobeny větší tloušťce a váze vitráží.

## Tiffany
Technika Tiffany není vitráž v pravém slova smyslu, i když výsledek je podobný.
Poprvé tento způsob výroby zavedl Louis Comfort Tiffany. Místo olověného profilu se používá měděná fólie – páska různých šířek, z jedné strany je opatřena silným lepidlem (páska může být pod lepidlem i barvená, černá nebo postříbřená). Spojování jednotlivých opáskovaných dílků se provádí pomocí cínu. Je možné použít i menší kousky skla, výsledný předmět má jemnější – tenčí spoje. Barevná skla musí být pro tuto techniku přesně zabroušená (speciální bruskou na sklo s hlavou s diamantovým prachem). Skla mohou být čirá, opálová, poloopálová, nebo s různým povrchem.
Pomocí techniky Tiffany lze vytvořit i prostorové objekty (např. stínítka lamp nebo menší závěsné předměty).

## Nepravá vitráž
Na povrchu běžného skla lze různým způsobem aplikovat imitaci, která zdánlivě vytvoří efekt klasické vitráže. Nepravá (falešná) vitráž se vytvoří pouze pomocí barev na sklo a nalepovací olověné kontury nebo kontury z barvy. Základní princip vitráže (skládání jednotlivých kousků skla) se zde tedy neuplatňuje.